# Stade Vélodrome
Stade Vélodrome är en fotbollsarena i Marseille i södra Frankrike. Olympique de Marseille spelar sina hemmamatcher där. Stadion tar cirka 60 000 åskådare och invigdes 1937 inför Världsmästerskapet i fotboll 1938. Stadion genomgick  under 2014 en ombyggnad och var klar till sommaren 2014, då den nya kapaciteten utökades till 67 000 åskådare. Under renoveringen var kapaciteten begränsad till endast 42 000 personer.